# Bill Keith (músico)
Bill Keith (20 de dezembro de 1939 – 23 de outubro de 2015) foi um banjoísta de banjo de cinco cordas que fez uma contribuição significante no desenvolvimento de um estilo para o instrumento. Nos anos 60 ele introduziu uma variação ap popular estilo Scruggs (Scruggs style) que logo se tornou conhecido como estilo Keith (Keith style).

## Carreira profissional
William Bradford Keith nasceu em Boston, Massachusetts. Em 1963 ele tornou-se membro dos Bill Monroe's Bluegrass Boys.  As gravações e performances de Keith durante estes nove meses com Monroe alteraram permanentemente o modo de tocar banjo, e seu estilo tornou-se uma parte importante dos estilos de execução de muitos banjoístas. Depois de deixar os Bluegrass Boys, ele se juntou a "Jim Kweskin Jug Band" tocando banjo plectrum. Ele começou a tocar steel guitar e logo depois de 1968, estava trabalhando em conjunto com Ian and Sylvia e Jonathan Edwards. Na década de 1970 Keith gravou para a Rounder Records. Ao longo dos anos, ele se apresentou com vários outros músicos, como Clarence White e David Grisman na Muleskinner, Tony Trischka, Jim Rooney and Jim Collier. Hoje, o Keith style é considerado ainda moderno ou progressista no contexto do modo de tocar banjo bluegrass.

## Depois disso
Keith fez uma contribuição mecânica ao banjo, também. Ele projetou um tipo especializado de peg de ajuste de sintonia para o banjo que facilita a mudança rápida de uma afinação aberta para o outro, enquanto toca. Anteriormente o banjoista famoso Earl Scruggs tinha projetado um conjunto de cams que foram adicionados ao banjo para executar esta tarefa. A invenção de Keith fez o hardware extra necessário, substituindo duas das tarraxas já no banjo —  uma solução mais elegante.